# 찰스 베이컨
찰스 조지프 베이컨 2세(Charles Joseph Bacon Jr., 1885년 1월 9일 ~ 1968년 11월 15일)는 미국의 육상 선수로 아일랜드계 미국인 육상 클럽과 뉴욕 경찰국의 소속되었다. 1908년 런던 올림픽 400m 허들 금메달리스트이다.
뉴욕 브루클린에서 태어나 플로리다주 포트로더데일에서 사망하였다.
1904년 세인트루이스 올림픽에 나가 1500m에서 9위를 하였다. 2년 후, 아테네에서 열린 중간 올림픽에서 400m 5위와 800m 6위를 하였다.
런던 올림픽이 열리기 한달 반 전에 베이컨은 필라델피아에서 400m 허들을 55.8초의 비공식적 세계 신기록을 세워 달렸다.
런던 올림픽에서는 그와 해리 힐먼이 마지막 허들을 동시에 넘었는 데 베이컨이 앞지르면서 55.0초의 세계 신기록을 세워 우승하였다. 이 기록은 국제 육상 경기 연맹에 의하여 인정되었으며, 베이컨은 400m 허들 종목의 첫 세계 기록 보유자가 되었다.